# Jablanica (kommun)
Kommunen Jablanica (bosniska: Općina Jablanica, kyrillisk skrift: Општина Јабланица) är en kommun i kantonen Hercegovina-Neretva i centrala Bosnien och Hercegovina. Kommunen hade 10 111 invånare vid folkräkningen år 2013, på en yta av 297,26 km².
Av kommunens befolkning är 89,46 % bosniaker, 7,18 % kroater och 0,62 % serber (2013).